# Kurfyrstendømmet Sachsen
Kurfyrstendømmet Sachsen (Kursachsen, Chursachsen) var et territorium i det Tysk-Romerske Rige (Det Hellige Romerske Rige af Tysk Nation (Heiliges Römisches Reich deutscher Nation)
Sachsen var et kurfyrstendømme frem til 1806, hvor det blev et kongedømme under kurfyrst Friedrich August III af Sachsen, som derfor bliver kaldt kong Friedrich August I af Sachsen.
Fra kurfyrst Frederik den Stridbares regeringstid gik kurfyrstendømmet i arv i mandslinjen hos den mægtige og talrige Wettin-slægt.

## Sachsiske kurfyrsterække
- Rudolph II (1356-1370)
- Weneslav (1370-1388)
- Rudolph III (1388-1419)
- Albrecht III (1419-1422)
- Frederik den Stridbare (1422-1428)
- Frederik den Sagtmodige (1428-1464)
- Ernst (1464-1486)
- Frederik den Vise (1486-1525)
- Johan den Stædige (1525-1532)
- Johann Friedrich I (1532-1534)
- Moritz (1547-1553)
- August (1553-1586)
- Christian I (1586-1591)
- Christian II (1591-1611)
- Johann Georg I (1611-1656)
- Johann Georg II (1656-1680)
- Johann Georg III (1680-1691)
- Johann Georg IV (1691-1694)
- Friedrich August I (1694-1733), se August II af Polen
- Friedrich August II (1733-1763), se August III af Polen
- Friedrich Christian (1763)
- Friedrich August III (1763-1806), se Friedrich August I af Sachsen

51°02′00″N 13°44′00″Ø / 51.033333°N 13.733333°Ø